# 石曉楓
石曉楓（1969年5月10日—），福建金門人。國立臺灣師範大學國文研究所博士，現任國立臺灣師範大學國文學系教授，研究領域為臺灣及中國現當代文學，兼事散文創作，曾獲華航旅行文學獎、梁實秋文學獎、楊牧文學獎等。

## 主要著作
散文集《臨界之旅》（台北：聯經出版，2006）
散文集《無窮花開──我的首爾歲月》（台北：印刻文學，2011）
論文集《狂歡之聲與冷酷之眼：文革小說中的身體書寫》（台北：里仁書局，2012）
評論集《生命的浮影：跨世代散文書旅》（台北：麥田出版社，2018）
散文集《跳島練習》（台北：九歌出版社，2022）

## 編作
《人情的流轉：國民小說讀本》（與凌性傑合編）（台北：麥田出版社，2016）
《創作的星圖：國民散文手藝課》（台北：麥田出版社，2022）
《九歌112年散文選》（台北：九歌出版社，2024）